# Halkyon

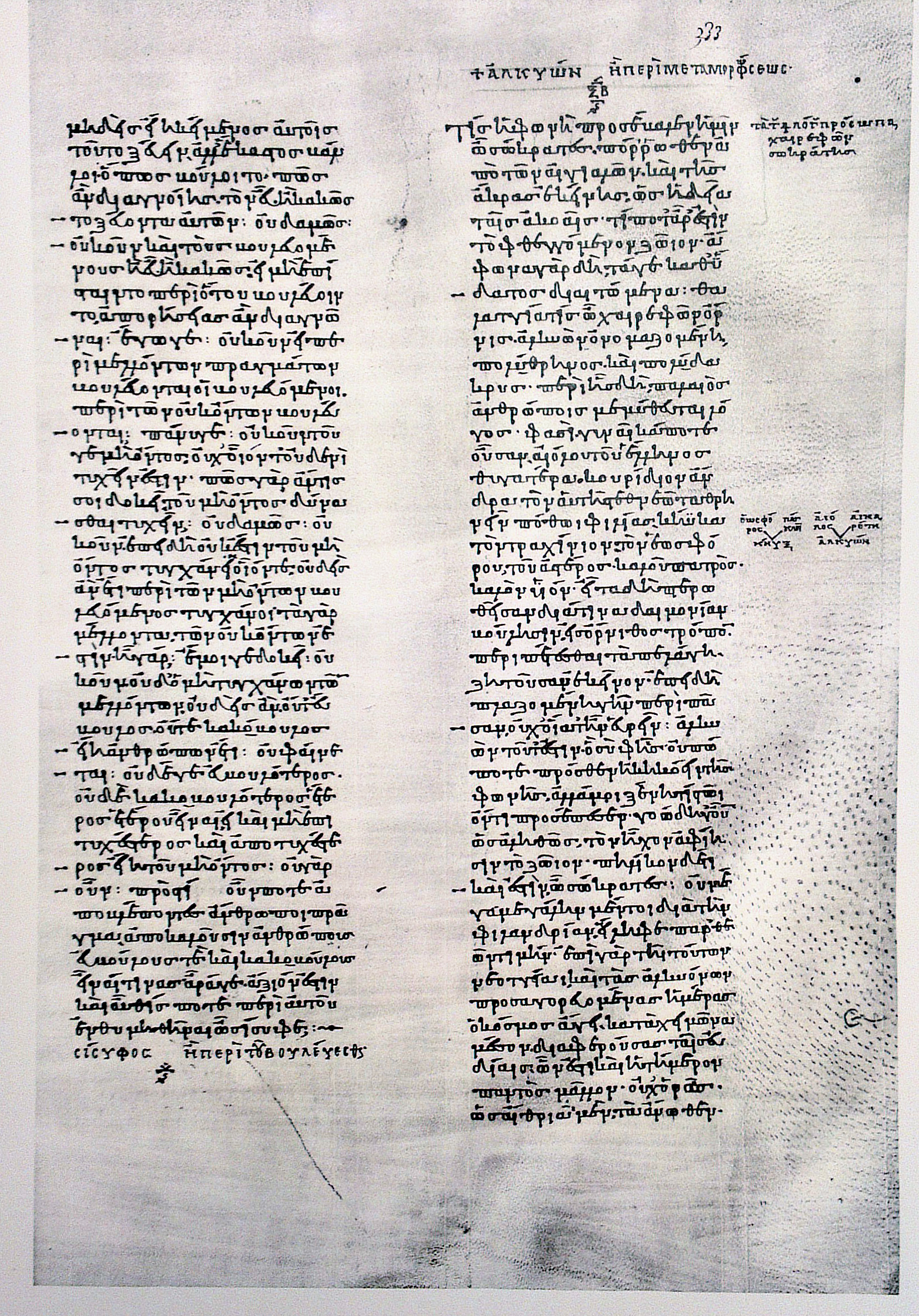
Der Anfang der Halkyon in der ältesten erhaltenen mittelalterlichen Handschrift: Paris, Bibliothèque Nationale, Gr. 1807 (9. Jahrhundert)

Die Halkyon oder Alkyon (altgriechisch Ἀλκυών Alkyṓn, im attischen Dialekt Ἁλκυών Halkyṓn, lateinisch (H)alcyo) ist ein antiker literarischer Dialog in altgriechischer Sprache, der dem Philosophen Platon zugeschrieben wurde, aber sicher nicht von ihm stammt. Die Unechtheit wurde schon in der Antike erkannt. Der unbekannte Verfasser, der angeblich Leon hieß, lebte anscheinend in der hellenistischen Zeit.
Den Inhalt bildet ein kurzes fiktives Gespräch zwischen dem Philosophen Sokrates und dessen Schüler Chairephon. Sie erörtern die Frage, ob Metamorphosen – die in zahlreichen Mythen überlieferten Verwandlungen von Menschen in Tiere – tatsächlich möglich sind. Dieses Thema führt sie zum allgemeinen erkenntnistheoretischen Problem der Erkenntnisgrenzen, der Schwäche des Verstandes und der mangelnden Gewissheit dessen, was man zu wissen glaubt. Sokrates erläutert, warum er die Erreichbarkeit gesicherten Wissens skeptisch beurteilt.
In der Frühen Neuzeit galt der Dialog gewöhnlich als Werk des Schriftstellers Lukian von Samosata.

## Inhalt
Die Beteiligten und die Umstände
Der Dialog spielt sich zu Lebzeiten des Sokrates († 399 v. Chr.) ab, noch vor der Machtergreifung des oligarchischen Rats der Dreißig („Dreißig Tyrannen“) im Jahr 404 v. Chr., die Chairephon zwang, ins Exil zu gehen. Der historische Chairephon war ein Altersgenosse, Schüler und Freund des Sokrates.
Eine Rahmenhandlung fehlt, das Gespräch setzt unvermittelt ein. Die beiden Gesprächspartner befinden sich auf einem Spaziergang am Meeresufer bei Phaleron in der Nähe von Athen. Es ist die Zeit der vierzehn „halkyonischen Tage“ im Dezember um die Wintersonnenwende. Die halkyonischen Tage wurden im antiken Griechenland wegen des in diesem Zeitraum gewöhnlich heiteren Wetters und der Windstille geschätzt. Sie wurden nach der Halkyon, dem Eisvogel, benannt, denn man nahm an, dass das Eisvogelweibchen um diese Zeit nistet und brütet.
Der Gesprächsverlauf
Chairephon fragt Sokrates nach den lieblichen Klängen, die aus der Ferne zu hören sind; er will wissen, welches Tier solche Töne hervorbringt. Sokrates erklärt ihm, dass es sich um die traurige, klagende Stimme des Eisvogels handelt. Mit ihr hängt ein Mythos zusammen. Nach einer alten Erzählung war Halkyone (Alkyone), die Tochter des Windgottes Aiolos, mit Keyx, dem Sohn des Morgensterns Heosphoros, verheiratet. Nach dem Tod ihres Gatten irrte sie untröstlich auf der ganzen Erde umher in der vergeblichen Hoffnung, ihn irgendwo wiederzufinden. Schließlich verwandelten sie die Götter aus Mitleid in einen Eisvogel. In dieser Gestalt fliegt sie seither über die Meere, wo sie die Suche nach dem geliebten Gatten fortsetzt. Zur Belohnung für ihre außerordentliche Liebe haben die Götter dafür gesorgt, dass während ihrer Brutzeit schönes Wetter herrscht. Chairephon, der noch nie zuvor einen Eisvogel gehört hat, bestätigt, dass dessen Stimme sich wie ein Wehklagen anhört. Er zweifelt aber an der Wahrheit der Erzählung, denn die Verwandlung einer Frau in einen Vogel kommt ihm unmöglich vor. Nun will er wissen, was sein Freund und Lehrer davon hält.
Sokrates nimmt die Frage zum Anlass, auf die Grenzen des menschlichen Erkenntnisvermögens hinzuweisen. Nach seinen Darlegungen ist jede Behauptung, ein bisher nie beobachteter Vorgang sei möglich oder unmöglich, fragwürdig. Die Annahme, etwas könne nicht sein, entbehrt einer Grundlage. Da das Leben des Menschen kurz ist, bleibt sein Verstand immer kindlich. Schon bei den alltäglichen Naturvorgängen, die er wahrnimmt, ist ihm vieles rätselhaft, beispielsweise wie aus Eiern mannigfaltige Lebewesen hervorgehen können. Seine Erkenntnismöglichkeiten und seine Urteilskraft sind eng begrenzt, sein Verständnis verhält sich zu dem der Götter wie das eines wenige Tage alten Kindes zu dem eines Erwachsenen. Angesichts der Naturkräfte ist der Mensch hilflos und ahnungslos wie ein solches Kind. Er irrt, wenn er glaubt beurteilen zu können, was möglich ist und was nicht. Taten, die für manche unvorstellbar sind, werden von anderen vollbracht. Vom Ausmaß der Fähigkeiten der Götter haben Sterbliche keine Vorstellung. Darum sollen sie sich nicht einbilden, die Grenzen des Möglichen zu kennen. Den Mythos vom Eisvogel will Sokrates seinen Kindern erzählen, wie er ihn von den Vorfahren übernommen hat; ob sich die geschilderten Vorgänge buchstäblich so abgespielt haben, kümmert ihn nicht. Ihm kommt es auf die Verherrlichung einer vorbildlichen ehelichen Liebe in der Eisvogelsage an. Chairephon stimmt zu.

## Autor und Entstehungszeit
Die Halkyon ist zusammen mit anderen zu Unrecht Platon zugeschriebenen Werken überliefert, aber auch zusammen mit Werken des Satirikers Lukian von Samosata, der im 2. Jahrhundert lebte. Dass keiner der beiden als Autor in Betracht kommt, ist in der Forschung unstrittig.
Der kaiserzeitliche Philosophiegeschichtsschreiber Diogenes Laertios nennt als Verfasser einen Leon, wobei er sich auf das fünfte Buch der Denkwürdigkeiten des Schriftstellers Favorinus, der im 2. Jahrhundert lebte, beruft. Von dem Werk des Favorinus sind nur Fragmente erhalten geblieben. Athenaios behauptet, „Leon der Akademiker“ habe den Dialog geschrieben; er berichtet, diese Information stamme von Nikias von Nikaia, dem Autor der heute verlorenen Philosophiegeschichte Die Nachfolge der Philosophen. Wer Leon war und ob die Überlieferung, die ihn als Autor nennt, glaubwürdig ist, ist unklar. Oft ist vermutet worden, es handle sich um Leon von Byzanz, einen Philosophen und Politiker des 4. vorchristlichen Jahrhunderts. Auch ein anderer Leon des 4. Jahrhunderts, der sich mit Mathematik beschäftigte und der platonischen Akademie angehörte, ist in Betracht gezogen worden. Die Vermutung, Leon von Byzanz sei der Autor, hat weiterhin Befürworter, stößt aber auf starke Bedenken, da sprachliche und stilistische Gründe dafür sprechen, dass der Dialog frühestens im 3. Jahrhundert v. Chr. entstanden ist. Carl Werner Müller vermutet Abfassung in der zweiten Hälfte des 2. Jahrhunderts v. Chr., Eckart Mensching setzt das Werk in die Mitte des 3. Jahrhunderts v. Chr. Keiner der Versuche, den angeblichen Autor Leon zu identifizieren und die Entstehungszeit zu bestimmen, hat allgemein Anklang gefunden. Der Verfasser der Halkyon lässt seinen Sokrates erwähnen, dass er zwei Ehefrauen habe, Xanthippe und Myrto. Von der angeblichen Doppelehe des Philosophen ist aber in zeitgenössischen Quellen nichts überliefert; es handelt sich um eine Legende, die erst nach Platons Tod verbreitet wurde. Auch dies ist ein Indiz, das gegen eine frühe Datierung spricht. Da im Dialog eine ausgeprägte erkenntnistheoretische Skepsis vertreten wird, ist es wahrscheinlich, dass der Verfasser der platonischen Akademie in dem Zeitraum angehörte, der als Epoche der „jüngeren“ oder „skeptischen“ Akademie bekannt ist (268/264–88/86 v. Chr.). Einen weiteren Hinweis bietet die in der Halkyon ausführlich dargelegte Argumentation des Sokrates gegen die Behauptung, die Verwandlung eines Menschen in ein Tier sei unmöglich. Damit wendet sich der Autor des Dialogs wohl gegen die von den Stoikern vertretene scharfe Trennung zwischen dem vernunftbegabten Menschen und dem vernunftlosen Tier. Demnach handelt es sich um eine Stellungnahme in der Auseinandersetzung über die Vernünftigkeit der Tiere, die in der Epoche des Hellenismus zwischen der Akademie und der Stoa geführt wurde.

## Rezeption

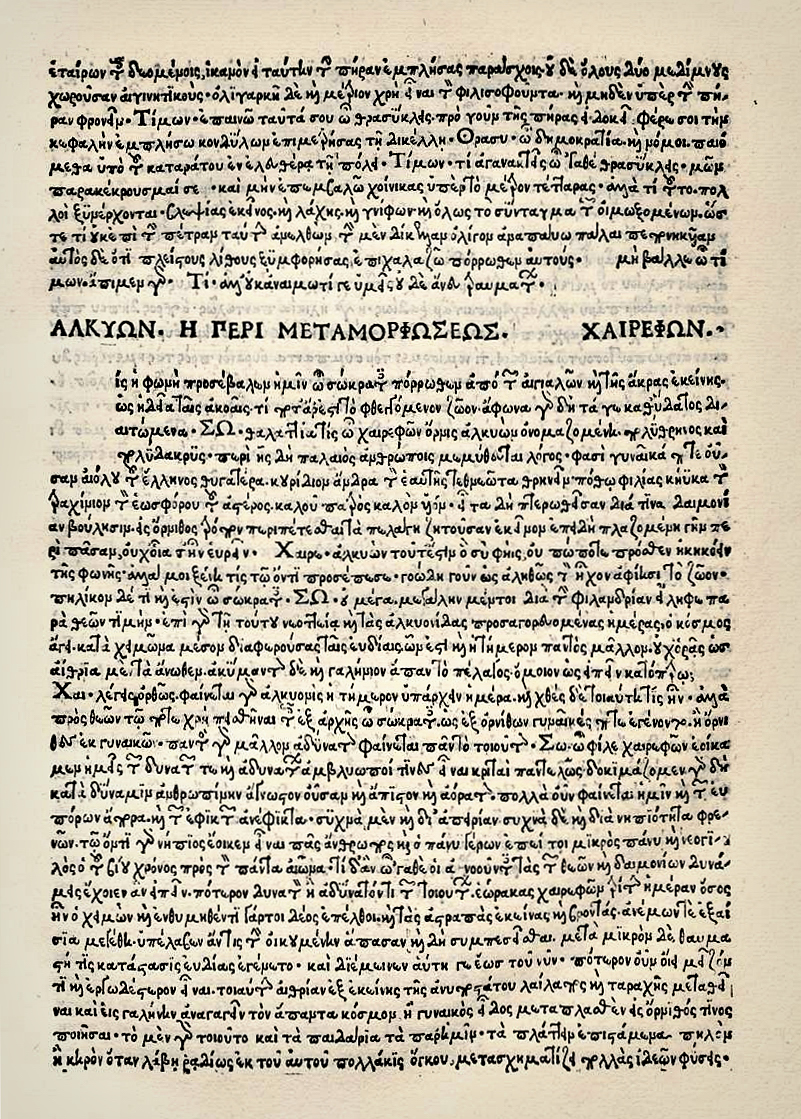
Der Anfang der Halkyon in der Erstausgabe, Florenz 1496

Da die Halkyon in der Antike als unecht galt, wurde sie nicht in die Tetralogienordnung der Werke Platons aufgenommen. Diogenes Laertios führte sie unter den Schriften auf, die übereinstimmend als nicht von Platon stammend angesehen wurden.
Dennoch wurde die Halkyon spätestens im 2. Jahrhundert unter Platons Namen verbreitet. Die Zuschreibung an Lukian setzte erst später ein als die an Platon, vermutlich erst in der Spätantike oder im Mittelalter. Als einziger antiker Textzeuge ist ein Papyrus-Fragment aus dem späten 2. Jahrhundert erhalten geblieben.
Im Mittelalter war die Halkyon der lateinischsprachigen Gelehrtenwelt des Westens nicht zugänglich. Im Byzantinischen Reich hingegen fand sie vereinzelte Leser. Die älteste erhaltene mittelalterliche Handschrift stammt aus dem 9. Jahrhundert. Sie gibt als Titel Alkyon oder Über die Verwandlung an. In der Lukianüberlieferung lautet der Alternativtitel Über die Verwandlungen.
Nach ihrer Wiederentdeckung im Zeitalter des Renaissance-Humanismus fand die Halkyon wieder Beachtung. Der Humanist Agostino Dati fertigte eine lateinische Übersetzung an, die er im Zeitraum 1448–1467 beendete. Dati hielt den Dialog für ein echtes Werk Platons, das sich durch seine Nähe zum christlichen Glauben auszeichne. Seine Übersetzung wurde erstmals 1503 in Siena gedruckt. Die Erstausgabe des griechischen Textes erschien 1496 in Florenz im Rahmen der ersten Edition von Lukians Werken. Auch in die folgenden Lukian-Ausgaben wurde die Halkyon aufgenommen. In der 1513 erschienenen Erstausgabe von Platons Werken hingegen fehlte sie. Auch in der 1578 veröffentlichten, für die Folgezeit maßgeblichen Platon-Ausgabe von Henri Estienne (Henricus Stephanus) wurde die Halkyon im Unterschied zu anderen pseudoplatonischen Werken weggelassen. Christoph Martin Wieland (1733–1813), der die Halkyon ins Deutsche übersetzte, hielt sie für ein echtes Werk Lukians.
Der englische Schriftsteller Walter Pater ließ in seinem 1885 veröffentlichten historischen Roman Marius the Epicurean einen Gelehrten auftreten, der bei einem Symposion die Halkyon rezitierte und dabei die Frage ansprach, ob Lukian wirklich der Verfasser sein könne.
In der modernen Forschung hat das kleine Werk relativ wenig Beachtung gefunden. Die ältere Forschungsmeinung, der Autor sei Stoiker gewesen, wird heute nicht mehr vertreten. Alfred Edward Taylor bezeichnete den Dialog als ein Stück alberne Geziertheit. Luc Brisson hingegen lobte den sehr gepflegten Stil der Halkyon, die eine natürliche und anziehende Schrift sei. Der Lukian-Herausgeber Matthew D. MacLeod hat 1987 die heute maßgebliche kritische Edition der Halkyon im Rahmen seiner Gesamtausgabe der Werke Lukians veröffentlicht, obwohl er die Möglichkeit, dass Lukian tatsächlich der Verfasser war, ausschließt. MacLeod meint, der Autor des Dialogs habe Platons Stil geschickt imitiert.

## Ausgaben und Übersetzungen
- Matthew D. MacLeod (Hrsg.): Luciani opera, Bd. 4: Libelli 69–86. Oxford University Press, Oxford 1987, ISBN 0-19-814596-9, S. 90–95 (kritische Ausgabe).
- Christoph Martin Wieland (Übersetzer): Lukian. Werke in drei Bänden. 2. Auflage. Band 3, Aufbau-Verlag, Berlin 1981, S. 155–159 (die erstmals 1789 veröffentlichte Übersetzung Wielands).
- Matthew D. MacLeod (Hrsg.): Lucian in eight volumes. Bd. 8, Harvard University Press, Cambridge (Massachusetts) 1979 (Nachdruck der Ausgabe von 1967), ISBN 0-674-99476-0, S. 303–317 (griechischer Text und englische Übersetzung).